# Геденбергит
Геденберги́т — минерал, силикат из группы пироксенов. Химическая формула CaFeSi2O6. Назван по имени шведского химика и минералога XIX века Андерса Людвига Геденберга (1781—1809).
Кристаллы Геденбергита представляют собой уплощённые призмы. Цвет от тёмно-зелёного до черно-зелёного и почти чёрного, от непрозрачного к прозрачному в осколках. Цвет черты светло-серый с зелёным оттенком. Блеск стеклянный. Твёрдость 5,5-6. Плотность 3,5-3,6. Хрупкий.
Встречается в ассоциации с магнетитом и гранатом, иногда с галенитом, сфалеритом, халькопиритом.
В магматических процессах выделяется при кристаллизации низкоплавких (легкоплавких?/тугоплавких?) кислых пород. Находится в метаморфических известняках, преимущественно в скарнах.
Назван в 1819 году Йенсом Якобом Берцелиусом в честь Андерса Людвига Геденберга, который первый нашел его в Швеции и описал.